# Wola Marzeńska
Wola Marzeńska [pronunciación en polaco: /ˈvɔla maˈʐɛɲska/] es un pueblo ubicado en el distrito administrativo de Gmina Sędziejowice, dentro del Distrito de Łask, Voivodato de Łódź, en Polonia central. Se encuentra aproximadamente a 4 kilómetros al noreste de Sędziejowice, a 7 kilómetros al suroeste de Łask, y a 39 kilómetros al suroeste de la capital regional Łódź.